# Giải bóng đá hạng ba quốc gia Cộng hòa Síp 1978–79
Giải bóng đá hạng ba quốc gia Cộng hòa Síp 1978–79 là mùa giải thứ 8 của giải bóng đá hạng ba Cộng hòa Síp. Orfeas Nicosia giành danh hiệu đầu tiên.

## Thể thức thi đấu
Có 10 đội bóng tham gia Giải bóng đá hạng ba quốc gia Cộng hòa Síp 1978–79. Tất cả các đội thi đấu với nhau hai lần, một ở sân nhà và một ở sân khách. Đội bóng nhiều điểm nhất vào cuối mùa giải sẽ là đội vô địch. Đội đầu bảng sẽ lên chơi ở 1979–80 Giải bóng đá hạng nhì quốc gia Cộng hòa Síp. Đội cuối bảng xuống chơi ở các giải khu vực.

### Hệ thống điểm
Các đội bóng nhận được 2 điểm cho một trận thắng, 1 điểm cho một trận hòa và 0 điểm cho một trận thua.

## Bảng xếp hạng
| Vị thứ | Đội bóng               | St. | T. | H. | B. | BT. | BB. | BT. | Đ  | Ghi chú                                                                 |
| ------ | ---------------------- | --- | -- | -- | -- | --- | --- | --- | -- | ----------------------------------------------------------------------- |
| 1      | Orfeas Nicosia         | 18  |    |    |    | 78  | 12  | +66 | 30 | Vô địch-Thăng hạng Giải bóng đá hạng nhì quốc gia Cộng hòa Síp 1979–80. |
| 2      | ENTHOI Lakatamia FC    | 18  |    |    |    | 47  | 11  | +36 | 30 |                                                                         |
| 3      | AEK Kythreas           | 18  |    |    |    | 32  | 16  | +16 | 24 |                                                                         |
| 4      | Anagennisi Deryneia FC | 18  |    |    |    | 44  | 26  | +18 | 24 |                                                                         |
| 5      | ENAD Ayiou Dometiou FC | 18  |    |    |    | 20  | 21  | -1  | 17 |                                                                         |
| 6      | Doxa Katokopias FC     | 18  |    |    |    | 23  | 37  | -14 | 17 |                                                                         |
| 7      | Olimpiada Neapolis FC  | 18  |    |    |    | 24  | 49  | -25 | 12 |                                                                         |
| 8      | AEK Ammochostos        | 18  |    |    |    | 28  | 53  | -25 | 10 |                                                                         |
| 9      | Faros Acropoleos       | 18  |    |    |    | 25  | 62  | -37 | 9  |                                                                         |
| 10     | Achilleas Kaimakli FC  | 18  |    |    |    | 11  | 45  | -34 | 7  | Xuống hạng các giải khu vực.                                            |

Hệ thống điểm: Thắng=2 điểm, Hòa=1 điểm, Thua=0 điểm
Luật xếp hạng: 1) Điểm, 2) Hiệu số, 3) Bàn thắng